# Alfred von Sallet
Alfred von Sallet, noto anche come Alfredus de Sallet, (Reichau bei Nimptsch, 19 luglio 1842 – Berlino, 25 novembre 1897), è stato un numismatico tedesco.
Alfred von Sallet era il figlio dello scrittore Friedrich von Sallet e di Caroline von Burgsdorff. Dopo l'Abitur ottenuta nel 1862 studiò archeologia e storia all'Università di Berlino, in particolare con August Boeckh e Theodor Mommsen.
Dopo la sua Promotion nel 1865 fu assunto da Julius Friedländer al Münzkabinett di Berlino di cui fu nominato nel 1870 assistente alla direzione, e di cui fu direttore dal 1884 fino alla sua morte.
Nel 1897 fu insignito con la Medaglia della Royal Numismatic Society.

## Pubblicazioni
- Die Daten der alexandrinischen Kaisermunzen Berlino, Weidmann, 1870
- Die Kunstlerinschriften auf griechischen Munzen, Berlin, Weidmann, 1871
- Münzen und Medaillen, Berlino, W. Speman, 1898 (postumo)